# أسامة حديد المخيني
أسامة حديد ثويني المخيني المعروف بأسامة حديد (30 يناير 1987) لاعب كرة قدم عماني يلعب لنادي السيب.

## مهنة النادي
في 23 يونيو 2013 وقع عقدا مع نادي السيب.

### إحصائيات مسيرة النادي
| النادي          | الموسم          | الدرجة                 | الدوري | الدوري  | كأس    | كأس     | إقليمي | إقليمي  | أخرى   | أخرى    | المجموع | المجموع |
| النادي          | الموسم          | الدرجة                 | الظهور | الأهداف | الظهور | الأهداف | الظهور | الأهداف | الظهور | الأهداف | الظهور  | الأهداف |
| --------------- | --------------- | ---------------------- | ------ | ------- | ------ | ------- | ------ | ------- | ------ | ------- | ------- | ------- |
| الطليعة         | 2007–08         | دوري المحترفين العماني | -      | 5       | -      | 0       | 0      | 0       | -      | 0       | -       | 5       |
| الطليعة         | 2009–10         | دوري المحترفين العماني | -      | 4       | -      | 0       | 0      | 0       | -      | 0       | -       | 4       |
| الطليعة         | 2010–11         | دوري المحترفين العماني | -      | 2       | -      | 1       | 0      | 0       | -      | 0       | -       | 3       |
| الطليعة         | 2011–12         | دوري المحترفين العماني | -      | 1       | -      | 0       | 0      | 0       | -      | 0       | -       | 3       |
| الطليعة         | المجموع         | المجموع                | -      | 12      | -      | 1       | 0      | 0       | -      | 0       | -       | 13      |
| صحم             | 2012–13         | دوري المحترفين العماني | -      | 2       | -      | 1       | 0      | 0       | -      | 0       | -       | 3       |
| صحم             | المجموع         | المجموع                | -      | 2       | -      | 1       | 0      | 0       | -      | 0       | -       | 3       |
| السيب           | 2013–14         | دوري المحترفين العماني | -      | 3       | -      | 0       | 0      | 0       | -      | 0       | -       | 3       |
| السيب           | المجموع         | المجموع                | -      | 3       | -      | 0       | 0      | 0       | -      | 0       | -       | 3       |
| المجموع الوظيفي | المجموع الوظيفي | المجموع الوظيفي        | -      | 17      | -      | 2       | 0      | 0       | -      | 0       | -       | 19      |

## مهنة دولية
أختير أسامة للعب مع المنتخب الوطني لأول مرة عام 2009، وظهر مع عُمان في 20 يناير 2010 في مباراة ودية ضد السويد. ثم ظهر في كأس الخليج العربي 2010 ومثل المنتخب الوطني في تصفيات كأس آسيا 2011.

## إحصائيات

### أهداف للمنتخب الوطني
| # | تاريخ          | مكان                                     | الخصم    | نتيجة | الحصيلة | مسابقة                               |
| - | -------------- | ---------------------------------------- | -------- | ----- | ------- | ------------------------------------ |
| 1 | 31 ديسمبر 2009 | الملعب الوطني ، كالانغ ، سنغافورة        | سنغافورة | 4 –0  | 4-1     | ودي                                  |
| 2 | 21 سبتمبر 2010 | ستاد عمان الدولي، عمّان، الأردن           | العراق   | 2 - 3 | 2-3     | ودي                                  |
| 3 | 28 سبتمبر 2010 | ستاد الملك عبد الله الثاني، عمان، الأردن | إيران    | 1 –1  | 2-2     | بطولة اتحاد غرب آسيا لكرة القدم 2010 |

## الإنجازات

### النادي
- مع السيب

- كأس مازدا للمحترفين (0): الوصيف 2013

## روابط خارجية
- أسامة حديد المخيني على موقع الاتحاد الدولي (مؤرشف)  (الإنجليزية)
- أسامة حديد المخيني على موقع ناشيونال فوتبول تيمز (الإنجليزية)
- أسامة حديد المخيني على موقع Soccerway.com (الإنجليزية)